# Adolphe Dallemagne
Pour les articles homonymes, voir Dallemagne.
Adolphe Dallemagne (né Adolphe Jean François Marin Dallemagne à Pontoise le 1er juillet 1811 et mort à Corbeil-Essonnes le 25 mai 1882) est un peintre et photographe français.

## Biographie

### Le peintre
Dallemagne a étudié avec Jean-Auguste-Dominique Ingres, Léon Cogniet et Raymond Quinsac Monvoisin. Il a travaillé principalement à Paris et à Corbeil. Son travail comprend des paysages fluviaux de la région parisienne et de l'Auvergne et parfois des scènes religieuses, après un voyage à travers l'Afrique du Nord (1863) ainsi que des aquarelles avec des motifs d'Oran et d'Algérie. En 1844, il épouse le peintre Augustine Dallemagne (1821-1875).

### Le photographe
Vers 1855, il ouvre un atelier photographique au 9, avenue de Ségur à Paris. Il fut élève de Charles Ernest Lazègues. Dallemagne entoure ses impressions sur papier à l’albumine  - suivant le goût de l’époque - de cadres de peintures baroques ou du style de Louis XIV, Louis XV. ou Louis XVI. Il fut représenté à plusieurs expositions de la Société française de photographie dans les années 1863, 1964, 1865 et 1870. Les œuvres présentées plus tard ont été vendues par Nadar. Dallemagne a tenu son atelier jusqu'en 1872.

## Choix d'œuvres
- Crevecœur, église : Le mariage de la Vierge (1859)
- Meaux, musée Bossuet : Fuite en Égypte (1848)
- Nantes, musée des beaux-arts : Ferme près d'Étretat
- Vourles, église : L'éducation de la Vierge (1850)

## Salons
Dallemagne commence à exposer au salon de 1833.

## Portraits

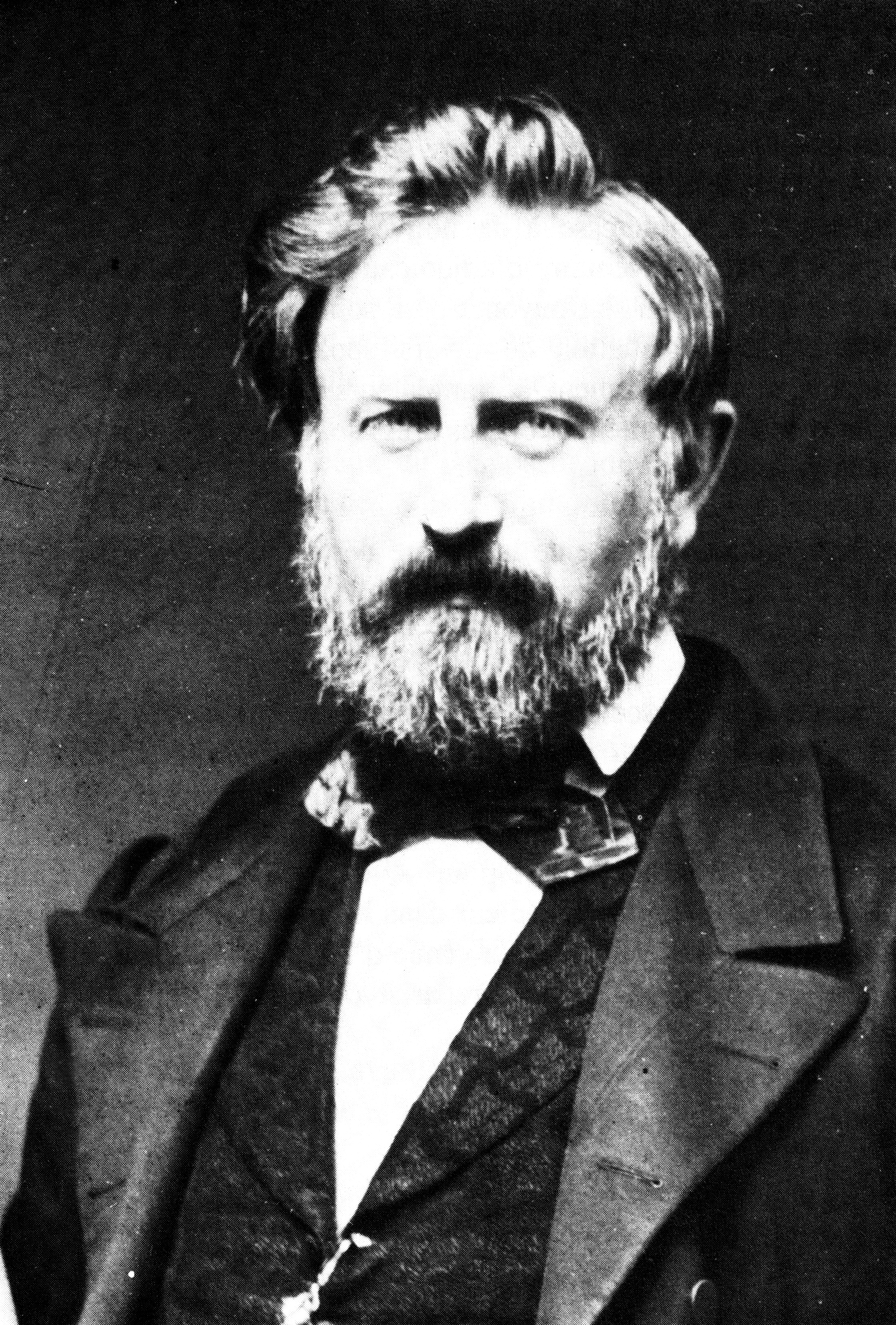
Aristide Cavaillé-Coll photographié par Dallemagne (vers 1865)
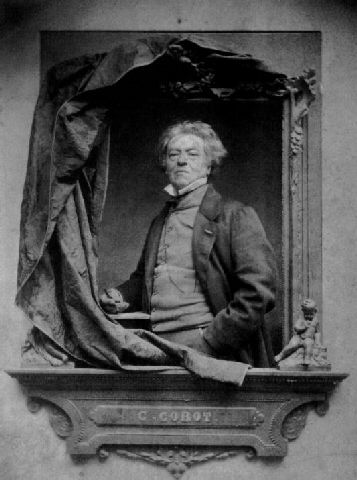
Camille Corot photographié par Dallemagne (en 1866).
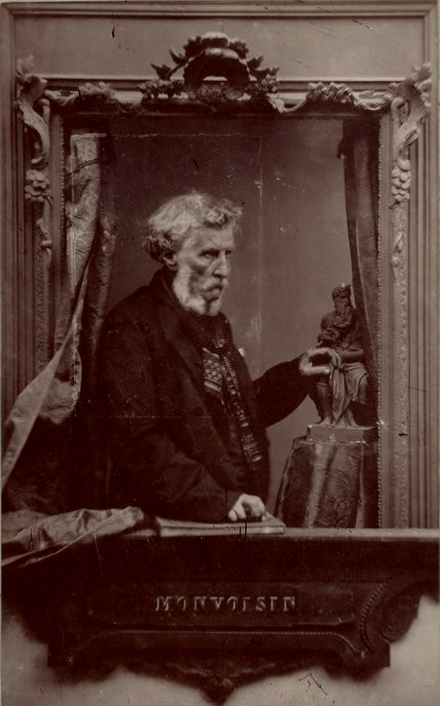
Monvoisin photographié par Dallemagne (avant 1870).